# Andrea Zanussi
Andrea Zanussi (Pordenone, 9 gennaio 1961) è un ex pilota di rally e editore italiano.

## Biografia
Figlio dell'industriale Lino Zanussi, morto per un incidente aereo nel 1968 quando Andrea aveva solo sette anni, debutta nel 1980 come pilota della Ford Escort RS 2000 MKII assieme ad Adriano Castagnara, al Rally Targa Florio, dove si piazza al sesto posto. L'anno seguente, nel 1981, passa alla scuderia Jolly Club, con la quale nel 1982 ad assieme ad Arnaldo Bernacchini alla guida della Fiat 131 Abarth, vince al Sol Rally di Alicante, in Spagna, e al Rally Albena di Sliven, in Bulgaria. Dal 1983 è alla guida della Lancia Rally 037, con cui vince, due anni più tardi, nel 1985, il Rally di Antibes in coppia con l'italoamericano Sergio Cresto. Nel 1986, vince due tornei con la Peugeot 205 Turbo 16, il Rally della Lana e il Rally di Piancavallo, dove è copilota con Paolo Amati. L'anno seguente, con la stessa vettura della scuderia francese, di cui fanno parte il finlandese Ari Vatanen e il francese Bernard Giroux, prende parte al Rally Dakar 1987, dove vince l'undicesima tappa a Niamey, in Nigeria. Nel 1988, nuovamente con Amati, ma alla guida della BMW M3 E30, vince il Rally Targa Florio, per poi ritirarsi l'anno successivo, nel 1989.
Nel 1991, Zanussi è tra i soci fondatori del quotidiano L'Indipendente di Milano, e al contempo, fa parte della cordata guidata da Carlo Melzi che in quello stesso anno rileva il quotidiano Il Piccolo di Trieste. De L'Indipendente, Zanussi diviene l'anno seguente l'azionista di maggioranza con il 58% delle quote, e dunque l'editore della testata, alla cui direzione nel periodo 1992-94 si sono succeduti Vittorio Feltri, Pialuisa Bianco, Luigi Bacialli e Gianfranco Funari. Il quotidiano, che sotto la conduzione di Feltri aveva venduto 120 000 copie, dopo l'approdo alla direzione de Il Giornale del giornalista bergamasco, va in crisi con le vendite ridotte ad appena 20 000 copie, e nel 1994, Zanussi che accede al concordato preventivo, lo affitta alla Newco S.r.l., società della Lega Nord.
Zanussi prosegue la sua attività di editore nel settore televisivo, come azionista di riferimento di una cooperativa, la Canale 55 S.c.a.r.l., attraverso la quale nel 1993 crea l'emittente televisiva pordenonese Canale 55, sulle ceneri di quella fallita un anno prima. Le trasmissioni di Canale 55 cessano nel 2005 con la vendita delle proprie frequenze a LA7, e con la cessione del marchio e delle attività aziendali al Gruppo TV7 di Padova.

### Vita privata
Zanussi è padre di due figli, avuti dall'ex moglie statunitense Stephanie Madden.

## Controversie
Nel 2004 ha denunciato la showgirl afroitaliana Sylvie Lubamba con l'accusa di uso abusivo di carte di credito. La vicenda si conclude nel 2010 con la condanna a due mesi di reclusione per la Lubamba inflittagli dai giudici del Tribunale di Milano.

## Risultati nel WRC
| 1983 | Scuderia     | Vettura          |  |  |  |  |  |  |  |  |  |     |  |  |  |  |  |  | Punti | Pos. |
| ---- | ------------ | ---------------- |  |  |  |  |  |  |  |  |  | --- |  |  |  |  |  |  | ----- | ---- |
| 1983 | Tre Gazzelle | Lancia 037 Rally |  |  |  |  |  |  |  |  |  | Rit |  |  |  |  |  |  | 0     |      |

| 1985 | Scuderia         | Vettura          |  |  |  |  |  |     |  |  |  |  |  |  |  |  |  |  | Punti | Pos. |
| ---- | ---------------- | ---------------- |  |  |  |  |  | --- |  |  |  |  |  |  |  |  |  |  | ----- | ---- |
| 1985 | West Lancia Team | Lancia 037 Rally |  |  |  |  |  | Rit |  |  |  |  |  |  |  |  |  |  | 0     |      |

| 1987 | Scuderia                         | Vettura      |  |  |  |     |  |     |  |  |  |  |  |  |  |  |  |  | Punti | Pos. |
| ---- | -------------------------------- | ------------ |  |  |  | --- |  | --- |  |  |  |  |  |  |  |  |  |  | ----- | ---- |
| 1987 | Nissan Motorsports International | Nissan 200SX |  |  |  | Rit |  | Rit |  |  |  |  |  |  |  |  |  |  | 0     |      |

| 1988 | Scuderia | Vettura    |  |  |  |  |  |  |  |  |  |  |  |     |  |  |  |  | Punti | Pos. |
| ---- | -------- | ---------- |  |  |  |  |  |  |  |  |  |  |  | --- |  |  |  |  | ----- | ---- |
| 1988 |          | BMW M3 E30 |  |  |  |  |  |  |  |  |  |  |  | Rit |  |  |  |  | 0     |      |

| 1989 | Scuderia            | Vettura          |  |  |  |  |  |  |  |  |  |  |     |  |  |  |  |  | Punti | Pos. |
| ---- | ------------------- | ---------------- |  |  |  |  |  |  |  |  |  |  | --- |  |  |  |  |  | ----- | ---- |
| 1989 | Peugeot Team Italia | Peugeot 405 Mi16 |  |  |  |  |  |  |  |  |  |  | Rit |  |  |  |  |  | 0     |      |

| Legenda | 1º posto | 2º posto | 3º posto | A punti | Senza punti | Ritirato | Squalificato | NP=Non partito C=Gara cancellata | Apice=Power stage |